# ФК «Крылья Советов» в сезоне 1965
Сезон 1965 — 21-й сезон «Крыльев Советов» в чемпионате СССР. По итогам чемпионата команда заняла 13-е место. В розыгрыше кубка СССР команда дошла до полуфинала.

## События
10 мая 1965 года «Крылья Советов» провели свой первый официальный матч на стадионе «Металлурге» — в 1/4 финала Кубка СССР «Крылья» победили ленинградское «Динамо» со счетом 3:1. Автором первого мяча «Крыльев» в чемпионатах страны на стадионе «Металлург» стал Анатолий Казаков.

## Чемпионат СССР

### Турнирная таблица
| Место | Команда                   | И  | В  | Н  | П  | Мячи  | О  |
| ----- | ------------------------- | -- | -- | -- | -- | ----- | -- |
| 11    | Нефтяник(Баку)            | 32 | 11 | 8  | 13 | 32-33 | 30 |
| 12    | Шахтер (Донецк)           | 32 | 7  | 14 | 11 | 29-34 | 28 |
| 13    | Крылья Советов (Куйбышев) | 32 | 9  | 9  | 14 | 34-44 | 27 |
| 14    | Черноморец (Одесса)       | 32 | 9  | 8  | 15 | 35-43 | 26 |
| 15    | Локомотив (Москва)        | 32 | 8  | 8  | 16 | 37-48 | 24 |

### Результаты матчей
| 21 апреля 1965 2 тур | Торпедо (Москва) | 2:0 | Крылья Советов (Куйбышев) |  |

| 27 апреля 1965 3 тур | Крылья Советов (Куйбышев) | 1:0 | Спартак (Москва) |  |

| 02 мая 1965 4 тур | Пахтакор (Ташкент) | 2:3 | Крылья Советов (Куйбышев) |  |

| 23 мая 1965 6 тур | Крылья Советов (Куйбышев) | 2:1 | Черноморец (Одесса) |  |

| 27 мая 1965 5 тур | Локомотив (Москва) | 0:0 | Крылья Советов (Куйбышев) |  |

| 06 июня 1965 7 тур | Крылья Советов (Куйбышев) | 0:1 | Динамо (Киев) |  |

| 13 июня 1965 8 тур | Крылья Советов (Куйбышев) | 1:2 | Динамо (Минск) |  |

| 20 июня 1965 9 тур | Крылья Советов (Куйбышев) | 3:1 | Нефтяник (Баку) |  |

| 26 июня 1965 10 тур | Динамо (Тбилиси) | 2:0 | Крылья Советов (Куйбышев) |  |

| 30 июня 1965 11 тур | Зенит (Ленинград) | 1:1 | Крылья Советов (Куйбышев) |  |

| 07 июля 1965 12 тур | Крылья Советов (Куйбышев) | 1:1 | СКА (Ростов-на-Дону) |  |

| 11 июля 1965 13 тур | ЦСКА (Москва) | 0:0 | Крылья Советов (Куйбышев) |  |

| 15 июля 1965 14 тур | Крылья Советов (Куйбышев) | 3:1 | Шахтер (Донецк) |  |

| 19 июля 1965 15 тур | Крылья Советов (Куйбышев) | 4:0 | СКА (Одесса) |  |

| 23 июля 1965 16 тур | Крылья Советов (Куйбышев) | 0:0 | Динамо (Москва) |  |

| 27 июля 1965 17 тур | Торпедо (Кутаиси) | 4:1 | Крылья Советов (Куйбышев) |  |

| 06 августа 1965 20 тур | Крылья Советов (Куйбышев) | 2:2 | Пахтакор (Ташкент) |  |

| 10 августа 1965 18 тур | Крылья Советов (Куйбышев) | 0:1 | Динамо (Тбилиси) |  |

| 18 августа 1965 19 тур | Крылья Советов (Куйбышев) | 0:0 | Торпедо (Москва) |  |

| 28 августа 1965 21 тур | Крылья Советов (Куйбышев) | 2:1 | Зенит (Ленинград) |  |

| 09 сентября 1965 22 тур | Черноморец (Одесса) | 3:2 | Крылья Советов (Куйбышев) |  |

| 14 сентября 1965 23 тур | Динамо (Киев) | 2:0 | Крылья Советов (Куйбышев) |  |

| 20 сентября 1965 32 тур | Крылья Советов (Куйбышев) | 5:0 | Торпедо (Кутаиси) |  |

| 25 сентября 1965 24 тур | Динамо (Минск) | 1:0 | Крылья Советов (Куйбышев) |  |

| 14 октября 1965 33 тур | Крылья Советов (Куйбышев) | 1:0 | Локомотив (Москва) |  |

| 18 октября 1965 26 тур | Шахтер (Донецк) | 1:1 | Крылья Советов (Куйбышев) |  |

| 23 октября 1965 31 тур | Спартак (Москва) | 1:0 | Крылья Советов (Куйбышев) |  |

| 27 октября 1965 34 тур | Динамо (Москва) | 3:0 | Крылья Советов (Куйбышев) |  |

| 31 октября 1965 29 тур | СКА (Ростов-на-Дону) | 4:0 | Крылья Советов (Куйбышев) |  |

| 04 ноября 1965 30 тур | Крылья Советов (Куйбышев) | 0:1 | ЦСКА (Москва) |  |

| 08 ноября 1965 25 тур | Нефтяник(Баку) | 5:0 | Крылья Советов (Куйбышев) |  |

| 16 ноября 1965 28 тур | СКА (Одесса) | 1:1 | Крылья Советов (Куйбышев) |  |

## Кубок СССР

### Результаты матчей
| 11 мая 1965 1/16 финала | Алга (Фрунзе) | 0:1 | Крылья Советов (Куйбышев) |  |

| 01 июня 1965 1/8 финала | Крылья Советов (Куйбышев) | 2:1 | Авангард (Тернополь) |  |

| 04 июля 1965 1/4 финала | Крылья Советов (Куйбышев) | 3:1 | Динамо (Ленинград) |  |

| 02 августа 1965 1/2 финала | Спартак (Москва) | 4:2 | Крылья Советов (Куйбышев) |  |

## Товарищеские матчи
| 10 мая 1965 товарищеский матч | Крылья Советов | 1:1 | Славия (София) | Динамо |

| октября 1965 товарищеский матч | Венгрия | 3:0 | Крылья Советов |  |

| октября 1965 товарищеский матч | Венгрия | 3:2 | Крылья Советов |  |

| октября 1965 товарищеский матч | Венгрия | 1:3 | Крылья Советов |  |